# Konstantin Gherasimovici Nekrasov
Konstantin Gherasimovici Nekrasov (în rusă Константин Герасимович Некрасов) (n. 15 iulie 1864 – d. 1917) a fost unul dintre generalii Armatei Țariste Ruse din Primul Război Mondial.
A îndeplinit funcția de comandant al Corpului 24 Armată rus în campania acesteia din România, având gradul de general-locotenent.:p. 181 